# Turbobomba
Una turbobomba es una turbomáquina formada por dos componentes básicos: una bomba rotodinámica y una turbina de gas propulsora. A menudo están montadas solidarias sobre el mismo eje, pero que también pueden ir engranadas. El objetivo de una turbobomba es generar un flujo de un fluido, generalmente líquido, a presión para alimentar una cámara de combustión u otro dispositivo.

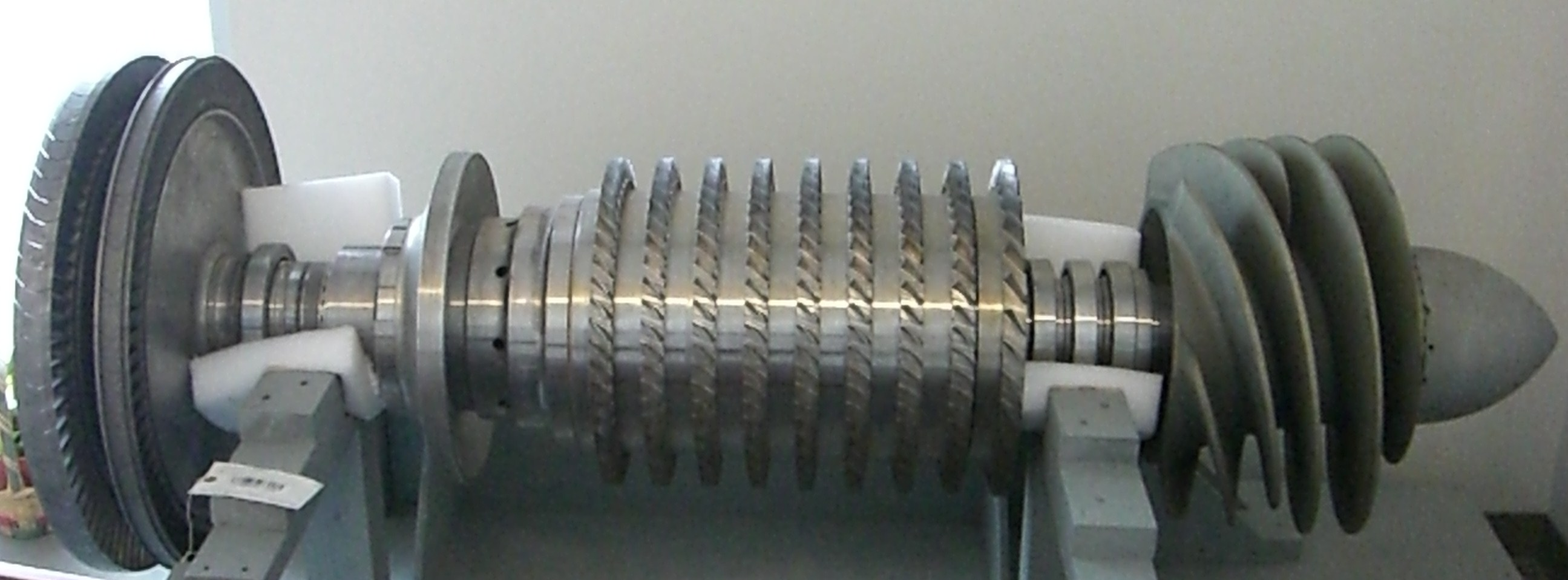
Turbobomba axial diseñada y construida para el motor de cohete M-1

Las turbobombas pueden ser de dos tipos en función del tipo de bomba: con bomba centrífuga, en la que el bombeo se lleva a cabo expulsando un fluido a alta velocidad, o una bomba axial, en el que la alternancia de álabes rotativos y estáticos aumenta la presión del fluido gradualmente.
Las bombas axiales tienen un diámetro reducido pero proporcionan un aumento de presión relativamente bajo, por lo que necesitan varias fases de compresión. Las bombas centrífugas son mucho más potentes pero su diámetro es mucho mayor.
Las turbobombas funcionan de manera muy similar a las unidades turbo de los motores alternativos, con la salvedad de que trabajan con fluidos incompresibles. Una presión más elevada del combustible permite el suministro de combustible a la cámaras de combustión de alta presión en motores de alto rendimiento.

## Tipo de turbobomba
Las turbobombas se dividen en dos tipos según el tipo de bomba que empleen: centrífuga o axial. La morfología de la turbina no se suele considerar.

### Turbobomba centrífuga

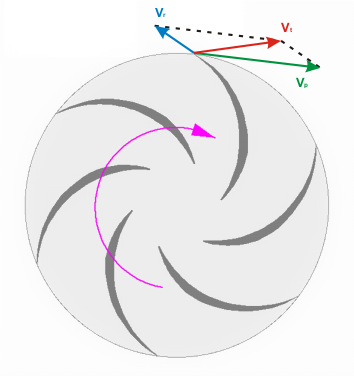
Esquema de una bomba centrífuga

La mayoría de turbobombas son centrífugas. El líquido entra radialmente en la bomba cerca del eje y el rotor, también llamado rodete, acelera el fluido a alta velocidad. El líquido pasa a través de un difusor que es un tubo de forma progresivamente ampliada, que permite la recuperación de la presión dinámica a estática. El difusor convierte la energía cinética en altas presiones (no es raro cientos de bar), y si la toma de contrapresión no es demasiado alta, se puede lograr altas tasas de flujo.

### Turbobomba axial
También existen turbobombas axiales. En este caso el eje esencialmente tiene alabes unidos al eje y el fluido es forzado por estos paralelos al eje principal de la bomba. En general, las bombas axiales generan presiones mucho más bajas que las bombas centrífugas, no es infrecuente unos pocos un bares. Sin embargo, poseen su utilidad - se utilizan comúnmente bombas axiales como "inductores" de las bombas centrífugas, elevan la presión de entrada a la bomba centrífuga lo suficiente para prevenir un exceso de cavitación. Este efecto también se puede conseguir presurizando los depósitos.

## Características de las turbobombas
Aunque las turbobombas puede ser de una gran simplicidad, diseñar una de gran rendimiento es una tarea difícil. Mientras que una bomba bien diseñada y depurada puede alcanzar entre el 70 al 90 % de eficiencia, sin embargo, no son infrecuentes las cifras de menos de la mitad. La baja eficiencia puede ser aceptable en algunas aplicaciones, pero en los cohetes es un grave problema. Turbobombas de cohetes son importantes y bastante problemático que los vehículos de lanzamiento con cierto sarcasmo se han descrito como 'una turbobomba unida a un cohete'- hasta el 55 % del costo total se puede deber a esta.
Los problemas más comunes son:
- un flujo excesivo desde el borde alta de presión a la entrada de baja presión a lo largo de la holgura entre la carcasa de la bomba y el rotor
- recirculación excesiva de líquido de entrada.
- excesiva turbulencia del fluido que sale de la carcasa de la bomba.
- daños por cavitación en las superficies del impulsor en zonas donde el líquido esta a baja presión.

Además, es fundamental construir la forma precisa del propio rotor. Y otro problema es la lubricación, ya que además de girar a altas velocidades las temperaturas son muy distintas, ya que la turbina puede funcionar con gases de escape calientes, el combustible estar a temperatura ambiente y el comburente ser criogénico.

## Empleo

### Aeronáutica
Uno de los usos más habituales es para bombear a presión combustible y comburente a la cámara de combustión de los motores cohete. Esto es necesario para los grandes cohetes líquidos, ya que forzar a los líquidos a fluir por simple presurización de los tanques a menudo no es factible, la alta presión necesaria conllevaría a tanques muy resistente y por consiguiente pesados. Los 20 bares son la frontera, por debajo de esta presión se suele emplear un ciclo con presurización de los tanques y por encima turbobombas.
En los motores estatorreactor también se suele emplear una turbobomba para el suministro de combustible. La turbina es accionado directamente por el aire externo de la corriente libre o internamente por el flujo de aire desviado desde la entrada de cámaras de combustión. En ambos casos la corriente de escape de la turbina se vierte al exterior.

### Bombeo
Existen turbobombas en las cuales la turbina está alimentada por vapor. Se utilizan cuando hay una fuente de vapor disponible, por ejemplo, en las de calderas de los barcos a vapor. Las turbinas de gas se utilizan generalmente cuando la electricidad o el vapor no está disponible y las restricciones de lugar o de peso no permiten de otras fuentes de energía mecánica.

## Historia

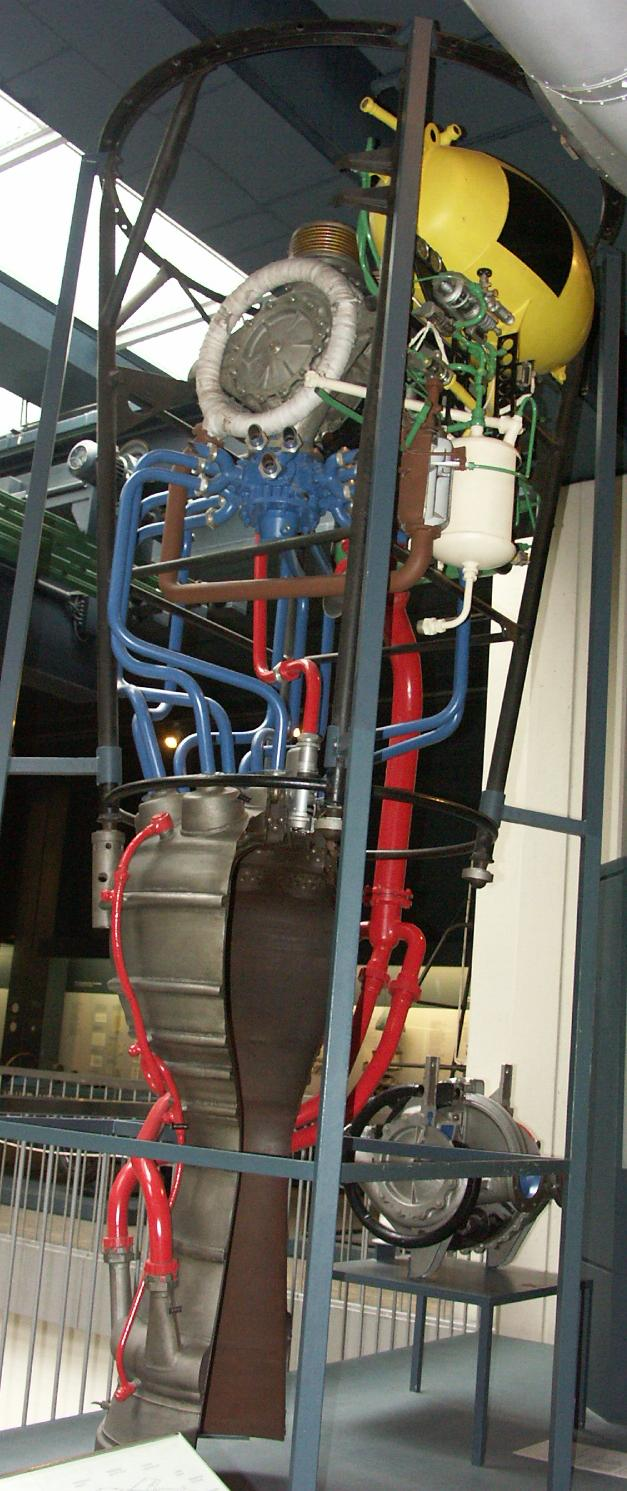
El misil V-2 empleaba una turbobomba circular para presurizar los propergoles.

### Desarrollo inicial
Los pioneros de los cohetes, como Hermann Oberth, ya consideraron el empleo de bombas de alta presión para realizar grandes misiles. 
A mediados de 1935 Wernher von Braun emprendió un proyecto de una bomba de combustible con la firma alemana Klein, Schanzlin & Becker que poseía experiencia en la construcción de grandes bombas contraincendios.
El cohete V-2 utilizaba la descomposición del peróxido de hidrógeno a través de un generador de vapor Walther para alimentar una turbo bomba sin ningún mecanismo de control. Dichas turbobombas se fabricaban en la planta de Heinkel en Jenbach, las turbobombas y la cámara de combustión de las  V-2 se han probado y adaptado para evitar que la bomba sobrepresurice la cámara. El primer motor se encendido con éxito en septiembre, y el 16 de agosto de 1942, un cohete de prueba se detuvo en el aire y se estrelló debido a un fallo en el turbo. El primer lanzamiento exitoso de una V-2 se realizó el 3 de octubre de 1942.

### Desarrollo de postguerra 1947 a 1949
Después de la Segunda Guerra Mundial el desarrollo continuó principalmente en EE. UU. y en la URSS.

#### Estados Unidos de América
Por parte de EE. UU. el ingeniero principal para el desarrollo de la turbobomba de Aerojet fue George Bosco. Durante la segunda mitad de 1947, Bosco y su equipo estudiaron el trabajo de sobre turbobomba de otros y realizaron estudios preliminares de diseño. Representantes de Aerojet visitaron la Universidad de Ohio, donde Florant estaba trabajando en bombas para hidrógeno, y consultaron con Dietrich Singelmann, un experto alemán en bombas en Wright Field. Bosco posteriormente utilizó los datos de Singelmann en el primero diseño de una bomba para hidrógeno de Aerojet.
A mediados de 1948, Aerojet había seleccionado las bombas centrífugas, tanto para hidrógeno como para oxígeno líquidos. Obtuvo unas pocas bombas radial de paletas alemanas de la Marina de EE. UU. y las puso a prueba durante la segunda mitad del año.
A finales de 1948, Aerojet había diseñado, construido y probado una bomba de hidrógeno líquido de 15 cm de diámetro. Inicialmente se utilizó rodamientos de bolas que rodaban limpios y secos, debido a que las bajas temperaturas impedían la lubricación convencional. La bomba funcionó por primera vez a baja velocidad para permitir que sus partes se enfríe a temperatura de funcionamiento. Cuando los indicadores de temperatura mostraron que el hidrógeno líquido había llegado a la bomba, se hizo un intento para acelerar el 5000 a 35 000 revoluciones por minuto. La bomba falló y el examen posterior de las piezas apuntaban a un fallo de los rodamientos, así como en el impulsor. Después de algunas pruebas, se utilizaron super-rodamientos de precisión, lubricado por el aceite atomizado y dirigido por una corriente de nitrógeno gaseoso. En la próxima ejecución, los rodamientos funcionado de manera satisfactoria, pero las tensiones eran demasiado grandes para los rodetes soldados y salieron despedidos. Se realizó de nuevo mecanizando un bloque sólido de aluminio. Se terminó a tiempo, ya que el contrato tenía menos de seis meses para finalizar. Los siguientes dos ensayos con la nueva bomba fueron una gran decepción, los instrumentos no mostró flujo significativo o aumento de la presión. El problema se debía a la salida del difusor de la bomba, que era demasiado pequeño y se enfría lo suficientemente durante el ciclo de enfriamiento de modo que limita el flujo. Esto fue corregido mediante la adición de los orificios de ventilación en la carcasa de la bomba, las rejillas de ventilación se abrían durante el enfriamiento y se cerraban cuando la bomba estaba fría. Con esta modificación, se realizaron dos ensayos adicionales en marzo de 1949 y ambos tuvieron éxito. El caudal y la presión se encontraban de acuerdo aproximadamente con las predicciones teóricas. La presión máxima fue de 26 atmósferas y el flujo de 0,25 kilogramos por segundo.

#### Unión Soviética
El estudio de material capturado y el desarrollo de nuevos motores recayó sobre la Agencia de Diseño y Laboratorio de Dinámica de Gases (OKB-456), bajo la dirección de Valentín Glushkó. En 1957 lograron unos motores, RD-107 y RD-108, lo suficientemente potentes para crear el primer misil intercontinental ICBM del mundo, el R-7.

Esquema de la turbobomba de motor RD-107 y RD-108.

### Desarrollo posterior

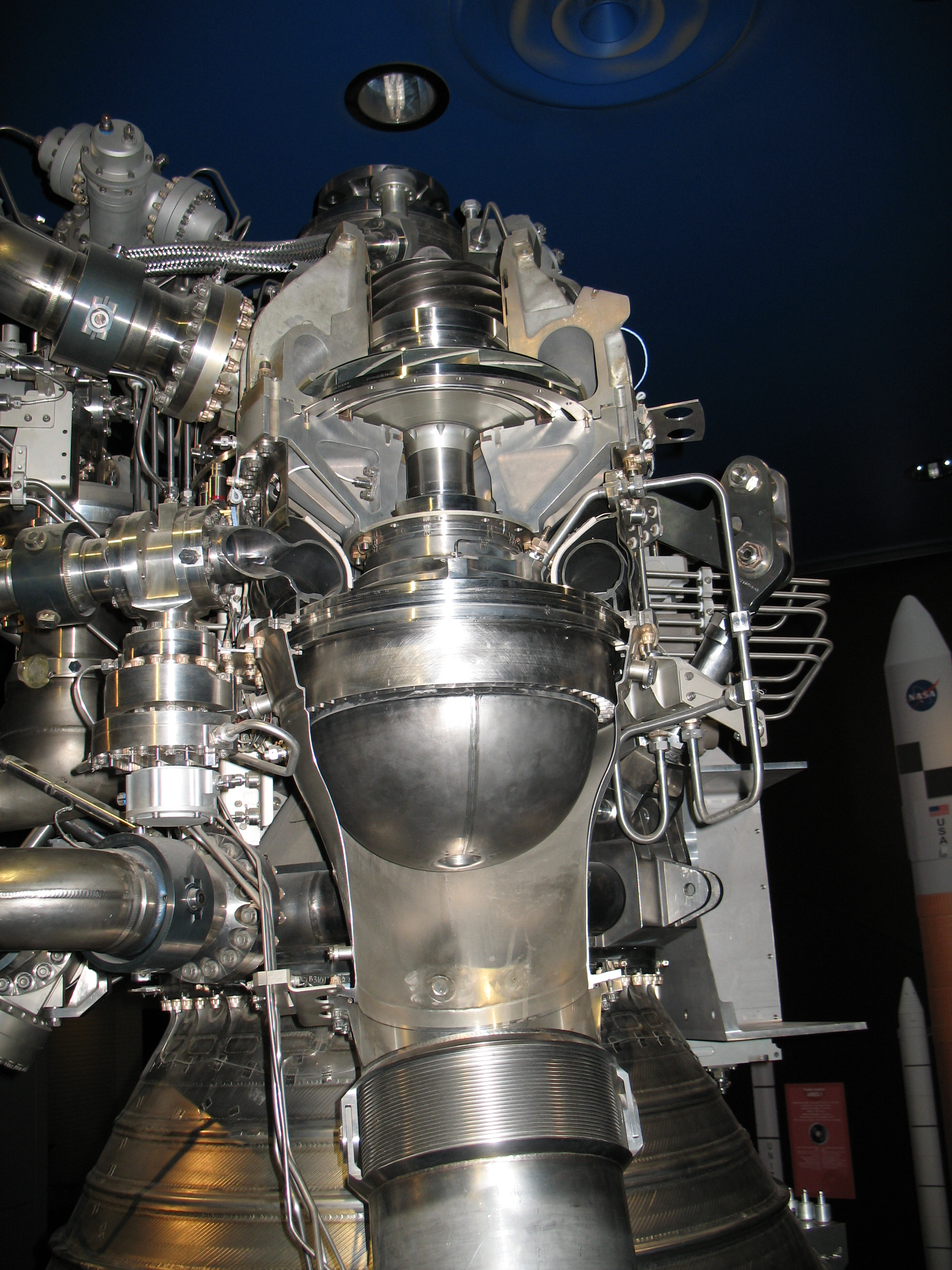
Una de las turbobombas de un motor Vulcan del Ariane 5.

En los primeros tiempos las gases necesarios para accionar la turbina provenían de un generador de gas. En los primeros modelos el gas se producía por la descomposición catalítica del peróxido de hidrógeno siguiendo las ideas de Walter, pero más adelante el generador de gas es una pequeña cámara de combustión en la que se quema una pequeña parte del propulsor y los gases producidos por la combustión impulsan la turbina unida a las bombas. La energía necesaria para hacer girar las turbinas: desde 370 kW en el pequeño motor HM-7 (60 kN de empuje) hasta los 41 MW en el motor F1. Gran parte de esta energía se pierde y los motores más potentes llamados "combustión por etapas", que se recupera a costa de una mayor complejidad: el combustible de todo y la parte de la cámara de combustión a través de un de pre-combustión, en lugar del generador de gas antes de la turbina puede provocar que el gas producido es reinyectado en la cámara de combustión principal.
En los motores actuales más potentes las turbobombas puede alcanzar alta presión: 423 bares en la salida de la bomba del motor criogénico SSME del transbordador espacial, 270 bar para el motor del cohete japonés H2, altas velocidades de rotación (100 000 rpm para el motor de turbobomba del hidrógeno Vinci ),  flujo (4 toneladas por segundo para el SSME) y junto a las temperaturas extremas de los propelentes criogénicos convierte a las turbobomba en la parte más complejas el diseño de un cohete.